# 댄 골린
댄 골린은 미국의 비디오 게임 개발자이다.

## 설명
댄 골린(Dan Gorlin)은 1982년에 애플 II 게임인 촙리프터(Choplifter)로 가장 잘 알려진 비디오 게임의 프로그래머이자 디자이너이다. 촙리프터에서 플레이어는 헬리콥터를 조종하여 인질을 구출한다. 그의 다음 애플 II 게임인 에어하트(1987년 제작)는 완성하는 데 3년이 걸렸다. 기술적으로 발전했지만 촙리프터만큼 좋은 평가를 받지는 못했다. 그는 아타리 ST를 위한 에어하트의 속편인 타이푼 톰슨(1988년 제작)을 썼다. 세 게임 모두 브로더번드에서 퍼블리싱했다. 골린은 1985년부터 그가 감독하고 있는 조직인 엘로크리 웨스트 아프리칸 댄스에서 서아프리카 댄스 드럼 연주를 가르치고 공연한다. 골린은 우연히 게임 개발에 뛰어들었다. 로스앤젤레스에 살면서 인공지능을 연구하는 랜드 코퍼레이션(RAND Corporation)에서 일하던 그는 할아버지로부터 애플 II를 빌렸다. 집을 팔려고 애쓰며 6개월 동안 집에 앉아 지내던 중에 그는 순전히 지루함 때문에 헬리콥터에 대한 애정을 바탕으로 게임을 만들기 시작했다. 골린을 위해 잡다한 일을 하는 동네 꼬마가 디펜더에서처럼 데리러 올 남자를 추가하자고 제안했다. 그의 변화로 인해 탄생한 것이 바로 그의 결정적인 게임인 촙리프터가 되었다. 골린은 6개월 만에 게임을 완성했다. 골린의 차기작인 에어하트(Airheart)도 애플 II용으로 제작되었는데 완성하는 데 3년이 걸렸다. 다음 게임인 타이푼 톰슨은 약 2년이 걸렸지만 골린은 이 게임의 개발이 다소 겹쳤다는 것을 인정한다. 이 게임들의 개발은 골린이 블랙홀 게임과 수상 비행기 게임 등 다른 게임들을 중간에 시작했기 때문에 너무 야심 차서 결국 포기하게 되었다. 그러나 이 기간 동안 그는 오늘날에도 여전히 사용하고 있는 많은 도구를 만들었다. 이 기간 동안 골린은 첫 번째 게임을 출시한 브로더번드와 비공식적인 관계를 맺은 독립 개발자였다. 자신의 보스인 골린은 무언가를 끝내야 한다는 압박감을 느낀 적이 없었기 때문에 좋은 게임을 만들 수 있을 것이라고 생각했지만 많은 개념을 포기했다. 그는 그것들을 개발하는 것이 지루해졌고 만약 그가 현대의 게임 프로듀서와 같은 압박을 가했다면 그는 그것들을 실제로 끝냈을지도 모른다고 말했다. 그는 기업 구조였다면 애초에 신생 "실험"을 개발할 자유가 없었을 것이라고 인정한다. 에어하트는 촙리프터가 원래 의도했던 3D 게임을 만들겠다는 골린의 꿈을 실현한 것이다. 타이푼 톰슨은 이 목표를 더욱 추구했지만 그의 완전한 꿈은 생산 이정표와 현재 기술에 비해 너무 야심적이었다. 애플 II가 구식이 되자 골린은 그 후계자가 무엇이 될지 알 수 없었다고 말한다. 그는 매킨토시나 아미가가 새로운 지배적인 시스템으로 등장하기를 바랐지만 둘 다 그렇지 않다는 사실에 실망했다고 말한다. 그는 MS-DOS를 조사했지만 하드웨어의 한계에 혐오감을 느꼈다. 그는 "기다려 보기로" 결심하고 1972년부터 해왔던 아프리카의 음악과 문화를 가르치기 위해 돌아갔다고 말한다. 골린은 윈도우 95 및 DirectX가 도입된 1995년 경에 게임 개발에 다시 관심을 갖게 되었다. 그는 캘리포니아주의 샌프란시스코에 있는 그라비티 인크의 소프트웨어 개발 이사가 되었다. 그는 빅토르 메르시아카와 함께 개발 팀을 구성하려고 노력했다. 이 벤처가 어떻게 되었는지는 공개되지 않았지만 1997년 말에 골린이 아리오크 엔터테인먼트라는 개발 팀을 설립하고 PC용 3D 초프리프터 게임을 개발 중이라는 사실이 언론에 유출되었다. 다만 이 게임은 정식으로 출시되지 않았다. 골린은 2011년에 초프리프터 HD의 컨설턴트였으며 안드로이드 플랫폼용 게임 개발 아이디어를 모색하고 있었다.

## 같이 보기
- 비디오 게임
- 프로그래머